# Teach For All
Teach For All — глобальная сеть независимых социальных предприятий, заинтересованных в повышении качества образования своих стран. Эти организации принимают на работу наиболее успешных выпускников колледжей и университетов, чтобы они в течение двух лет преподавали детям из малообеспеченных семей. Организация была основана в 2007 году Венди Копп (генеральный директор «Teach For America»), и Бреттом Уигдорцом (генеральный директор «Teach First»). Цель «Teach For All» — расширить возможность получения образования во всём мире.

## История
«Teach For All» была основана в 2007 году в рамках сотрудничества «Teach For America» (образовательная НКО в США) и «Teach First» (образовательная НКО в Великобритании). «Teach For All» была первоначально создана, как проект «Teach For America», но в настоящее время является отдельно финансируемой и укомплектованной организацией. Штаб-квартира организации находится в Нью-Йорке. Годовой бюджет организации составляет $14.8 миллионов, полученные от глобальных фондов, корпораций и частных лиц.
«Teach For All» в настоящее время имеет 34 партнёрских организаций во всём мире. В пределах своей сети «Teach For All» поддерживает более 11 000 учителей, которые обучают почти 800 000 студентов . Также поступали запросы о присоединении к сети «Teach For All» от социальных предпринимателей из 80 стран.
«Teach For All» получило множество грантов и пожертвований от глобальных фондов и корпораций. Первоначальным партнёром была компания «McKinsey & Company», которая помогла основать экспериментальную организацию в Чили. В 2009 году «Teach For All» получила от Фонд Сколла премию за Социальное Предпринимательство и трёхлетнюю гарантию ежегодного пожертвования в размере 765,000$. Премия выдана организациям, которые уже продемонстрировали существенное влияние.
В 2010 году «Teach For All» получила грант от корпорации Oracle. Грант должен был помочь с расширением в новые страны. В том же году Deutsche Post DHL и «Teach For All» объявили о глобальном партнёрстве, которое обеспечит сеть финансовой поддержкой. Основная цель партнёрства состоит в том, чтобы расширить предприятия в Аргентине, Чили, Перу и Индии. Партнёрство будет также способствовать развитию организаций в Испании и Бразилии.
C 2015 года в России действует программа «Учитель для России», созданная при экспертной поддержке «Teach For All».

Примечания 
1. ↑  https://www.lobbyfacts.eu/datacard/teach-for-all?rid=350952629688-14
2. ↑  Nonprofit Explorer: Research Tax-Exempt Organizations
3. 1 2 3  History. (2010). Teach For All. Архивная копия от 28 июля 2011 на Wayback Machine Retrieved 14 November 2010.
4. ↑   Архивная копия от 28 сентября 2013 на Wayback Machine Teach For All. NewProfit Inc. Retrieved 21 November 2010.
5. 1 2 3  Beck, E. (2010) Project: Teach For All. Change Observer. Архивная копия от 23 декабря 2010 на Wayback Machine Retrieved 14 November 2010
6. ↑  Teach For All. Skoll Foundation. Архивная копия от 14 июня 2015 на Wayback Machine Retrieved 17 November 2010.
7. ↑  Kohut, M. (2010) Bringing Teach For America to Chile. Архивная копия от 4 июля 2017 на Wayback Machine Harvard Kennedy School News. Retrieved 21 November 2010
8. ↑  PR Newswire. (2009). Skoll Foundation adds seven organizations to its portfolio of leading social entrepreneurs. Retrieved 21 November 2010 from LexisNesix
9. ↑   Архивная копия от 24 сентября 2015 на Wayback Machine Oracle commitment grant: Teach For All. Oracle. Retrieved 21 November 2010
10. ↑  Deutsche Post DHL and Teach For All launch global partnership. Financial. Архивировано 22 апреля 2013 года. Retrieved 21 November 2010.